# Waiotapu
Waiotapu est une zone géothermique active de l’extrémité sud du centre volcanique d’Okataina (en), juste au nord de la caldera de Reporoa (en), située dans la région du volcan Taupo, dans le centre de l’Île du Nord de la Nouvelle-Zélande.

## Toponymie
Le nom de Waiotapu en langage maori signifie « eaux sacrées ».

## Situation
Elle se trouve à 27 kilomètres au sud de Rotorua.

## Géologie

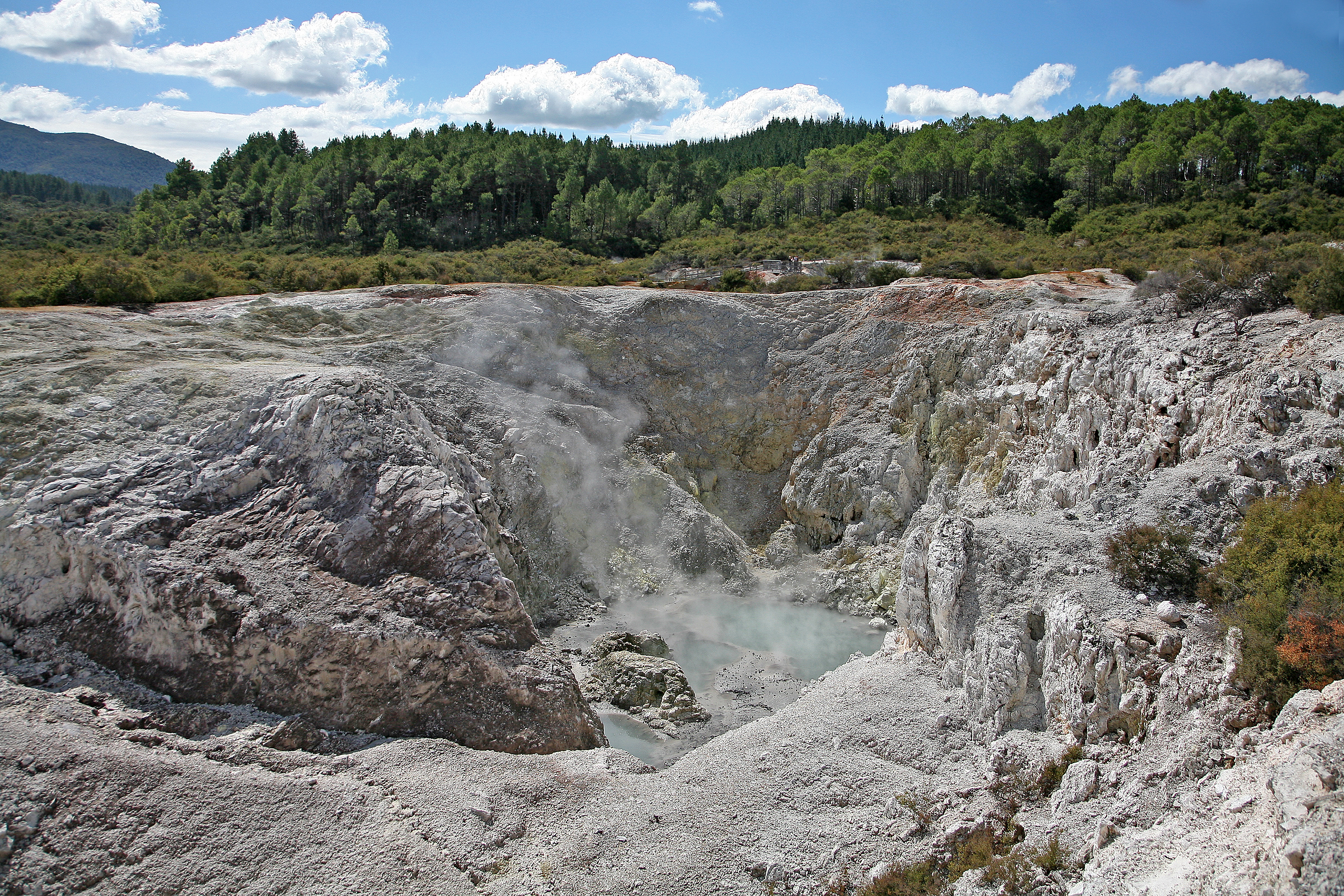
Fumerolles à Waiotapu.

En raison des conditions géothermiques considérables qui règnent sous terre, la région possède de nombreuses sources chaudes qui se distinguent par leur aspect coloré, en plus du geyser lady Knox (en), de Champagne Pool, Artist's Palette, Primrose Terrace et des mares de boue bouillonnantes.
Ces curiosités peuvent être observées principalement à pied ; les parcours sont payants et encadrés car des sources d'eaux chaudes peuvent apparaître spontanément dans la zone alentour.
La zone géothermique couvre 18 km2.

## Histoire
Avant l’occupation européenne, la région était la patrie de la tribu des Ngāti Whāoa, qui descendait de ceux qui naviguaient en arawa.
La zone a un long passé en tant qu'attraction touristique.
Bien que la zone soit protégée en tant que réserve paysagère depuis 1931, une exploitation touristique (Wai-O-Tapu Thermal Wonderland) opère sur le site dans le cadre d'une concession.
L’entreprise fut rachetée en 2012 par la Te Arawa Group Holdings, entreprise tribale maorie locale, à la famille Sewell/Leinhardt, qui l’avait gérée durant 30 ans.

## Galerie

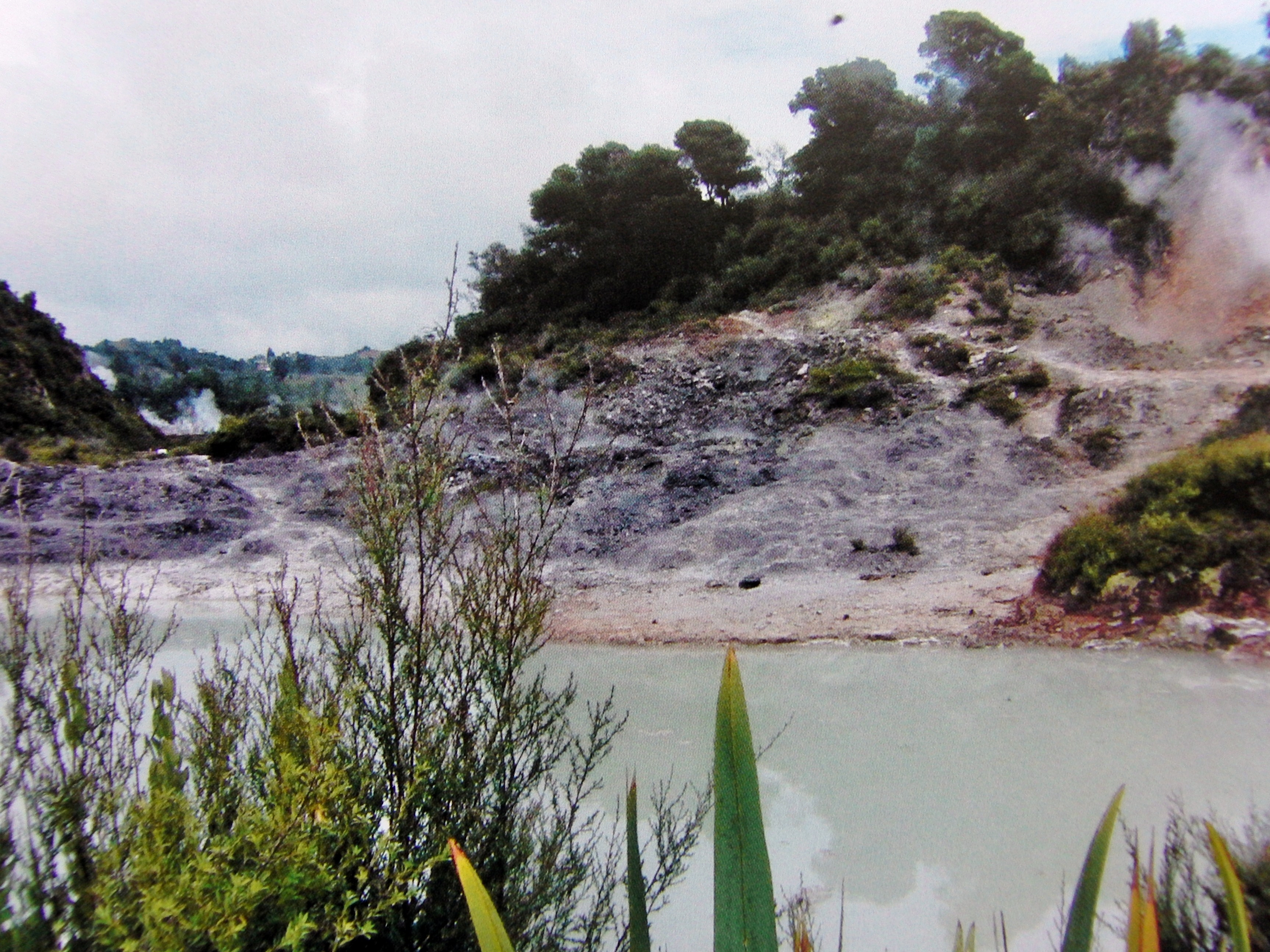
Lac Echo
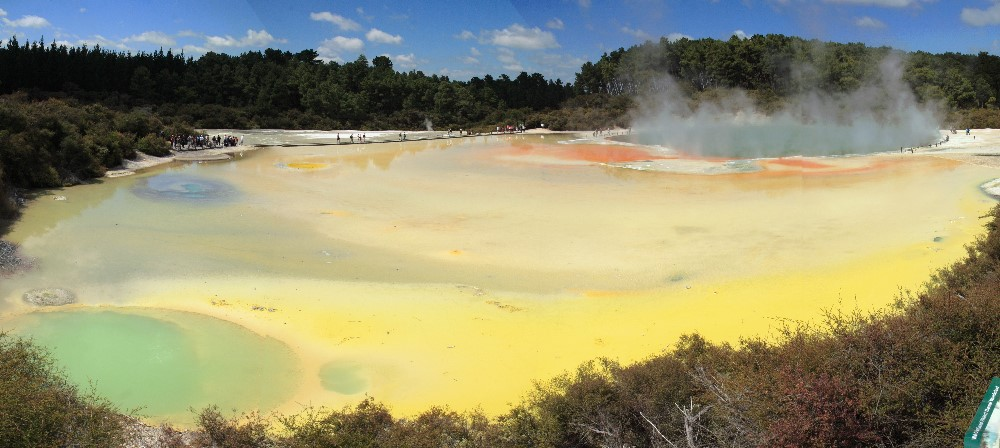
Bassin central
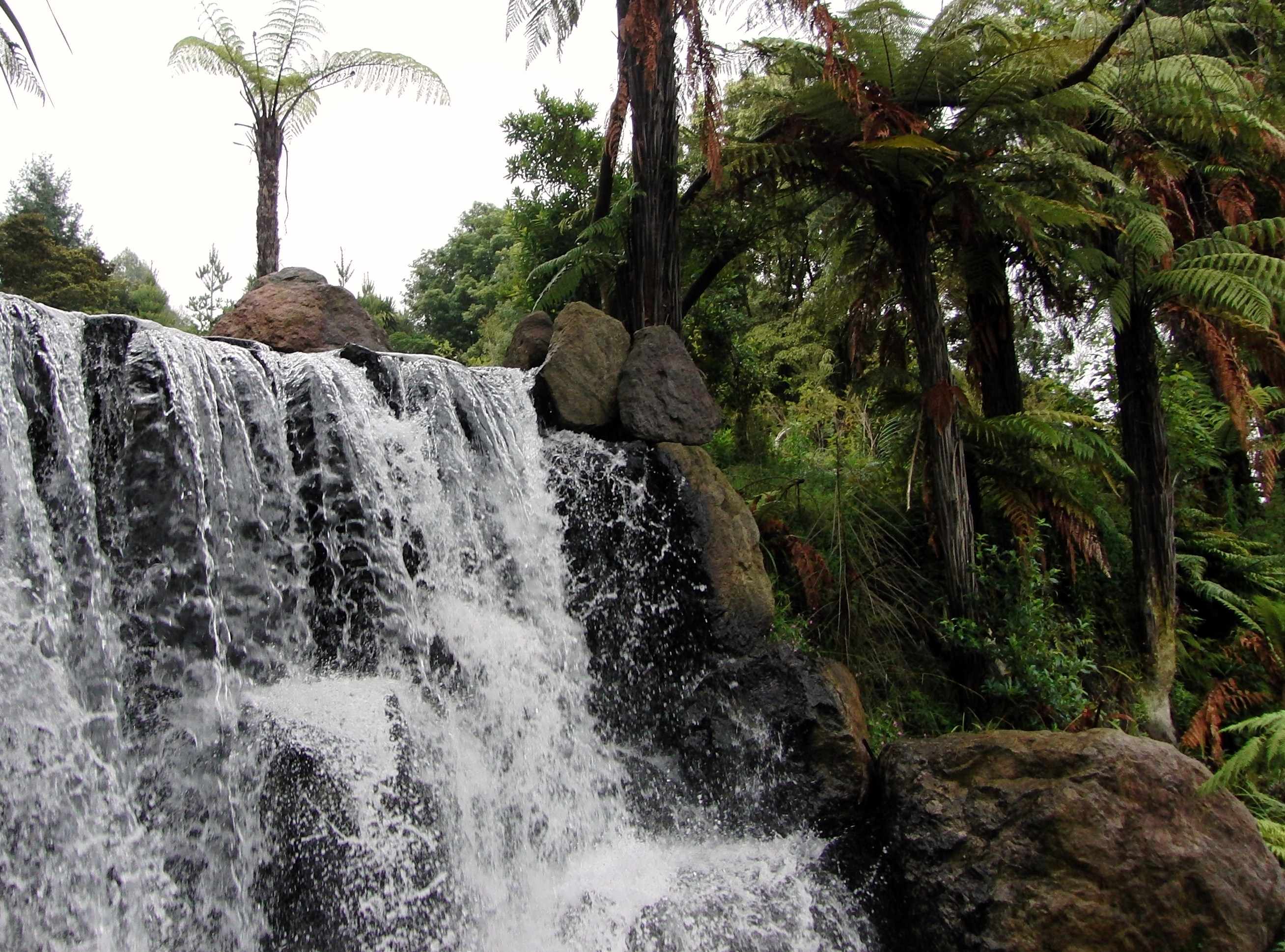
Chute d’eau du lac Ngakoro
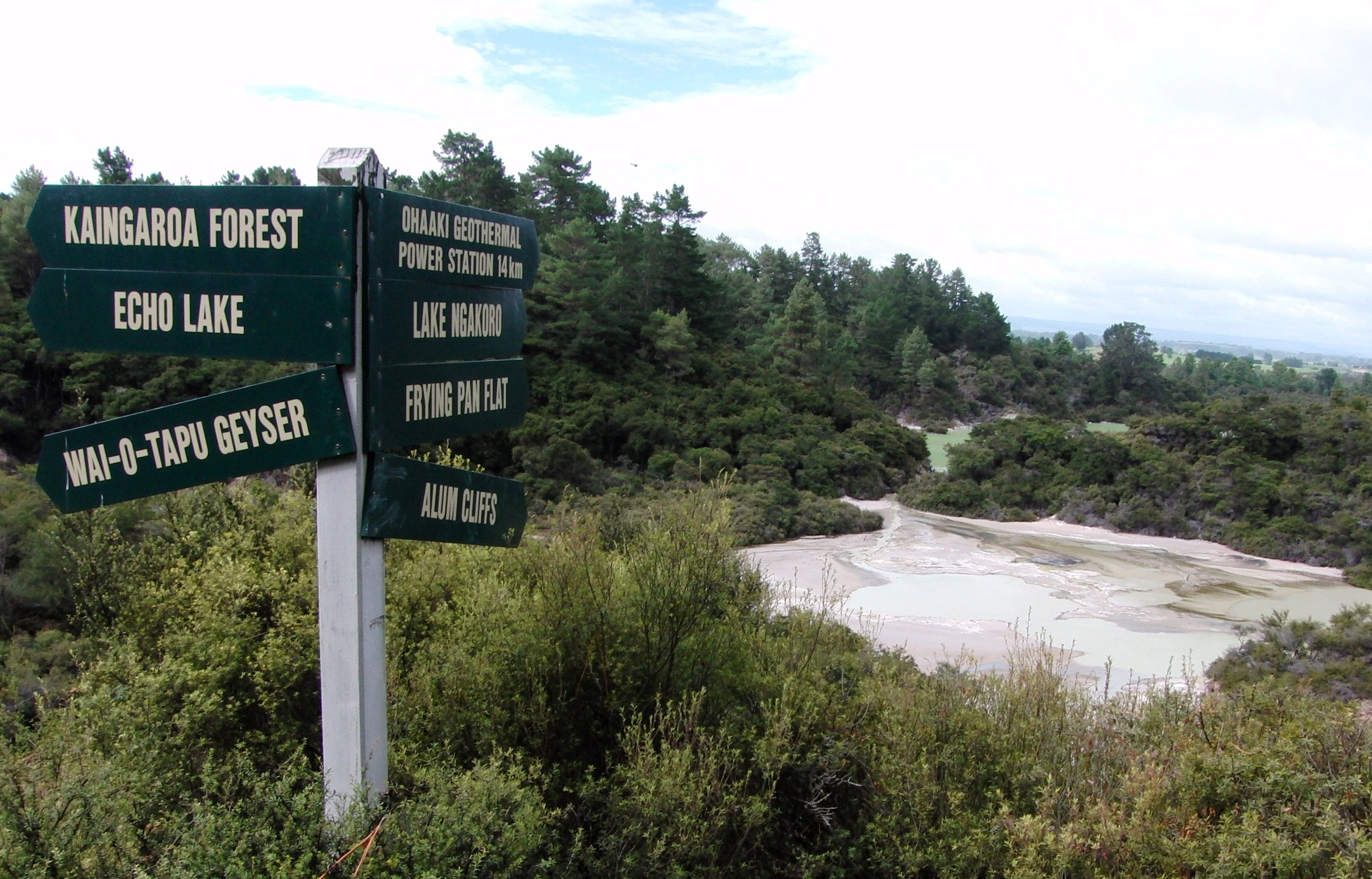
Lac Ngakoro
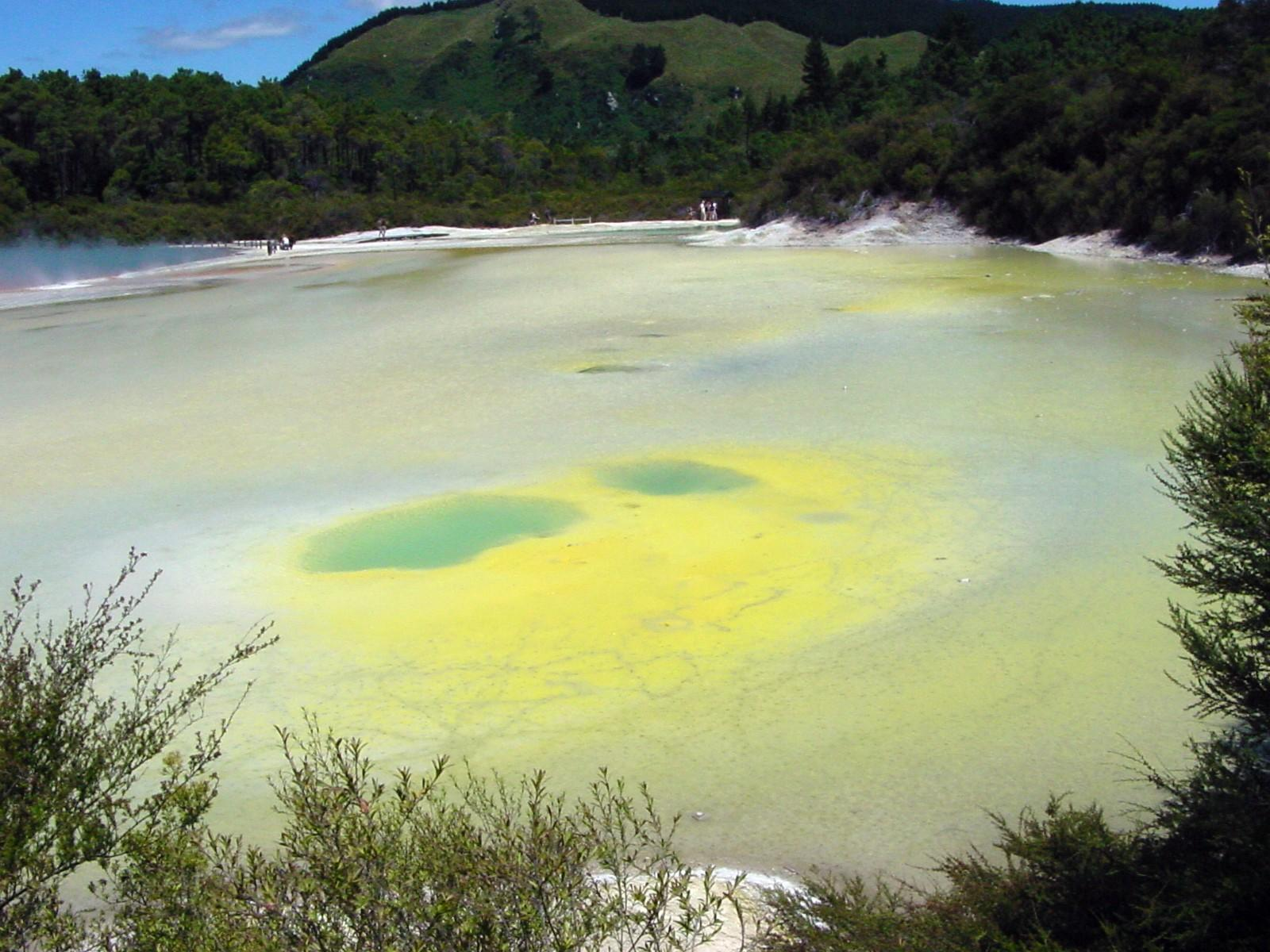
Artist's Palette
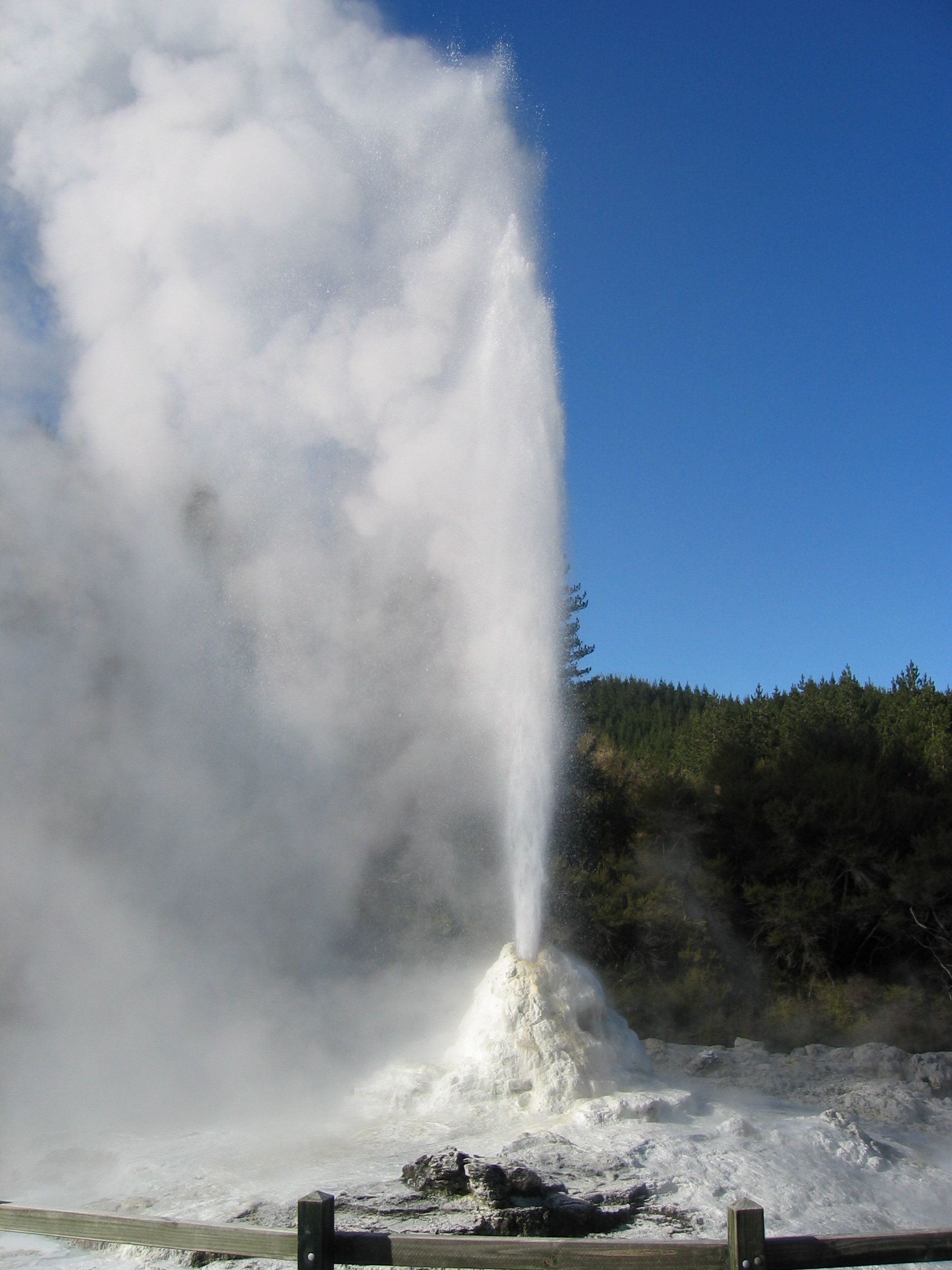
Éruption du geyser Lady Knox (en)
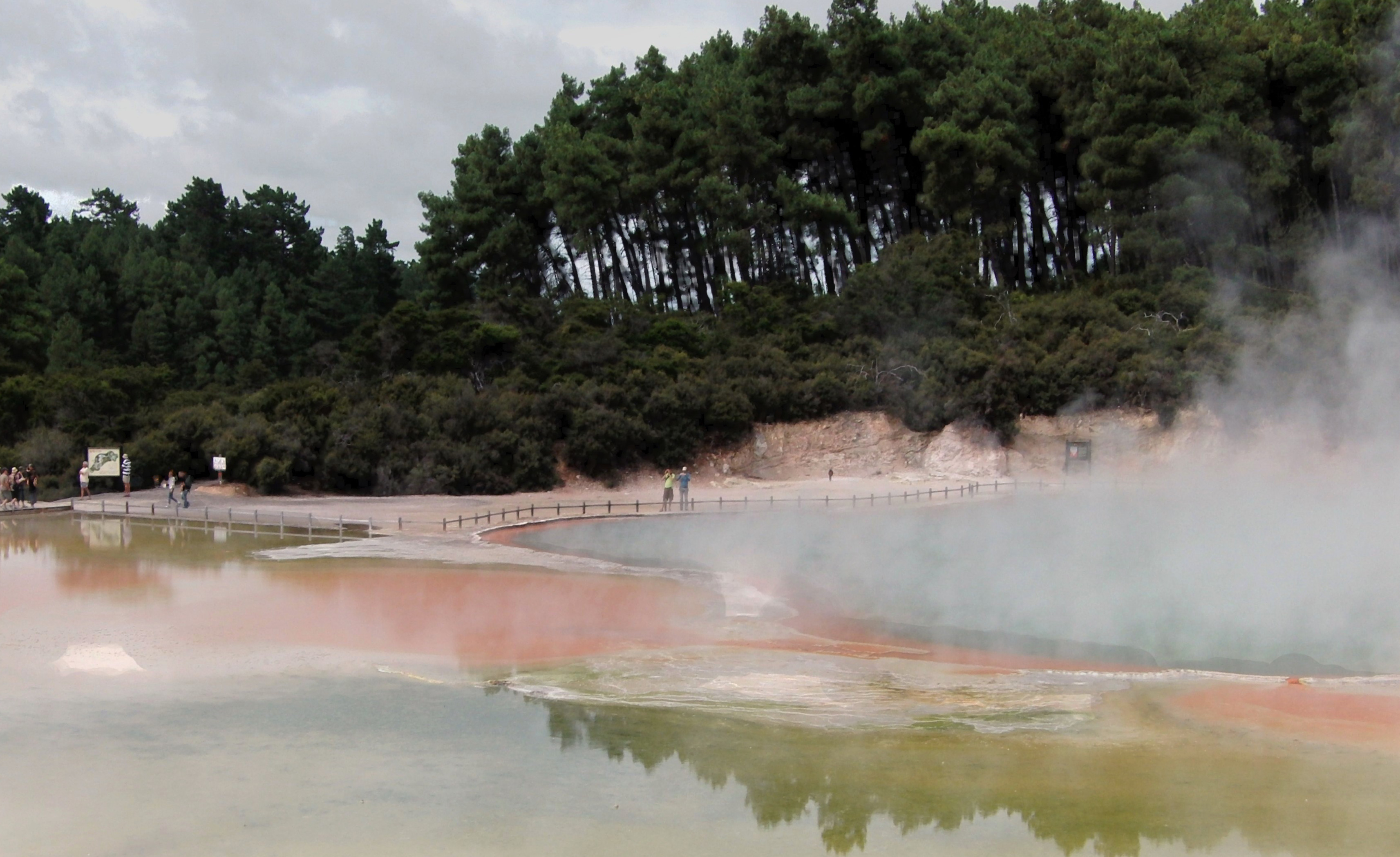
Waiotapu Sacred waters pour les Maoris
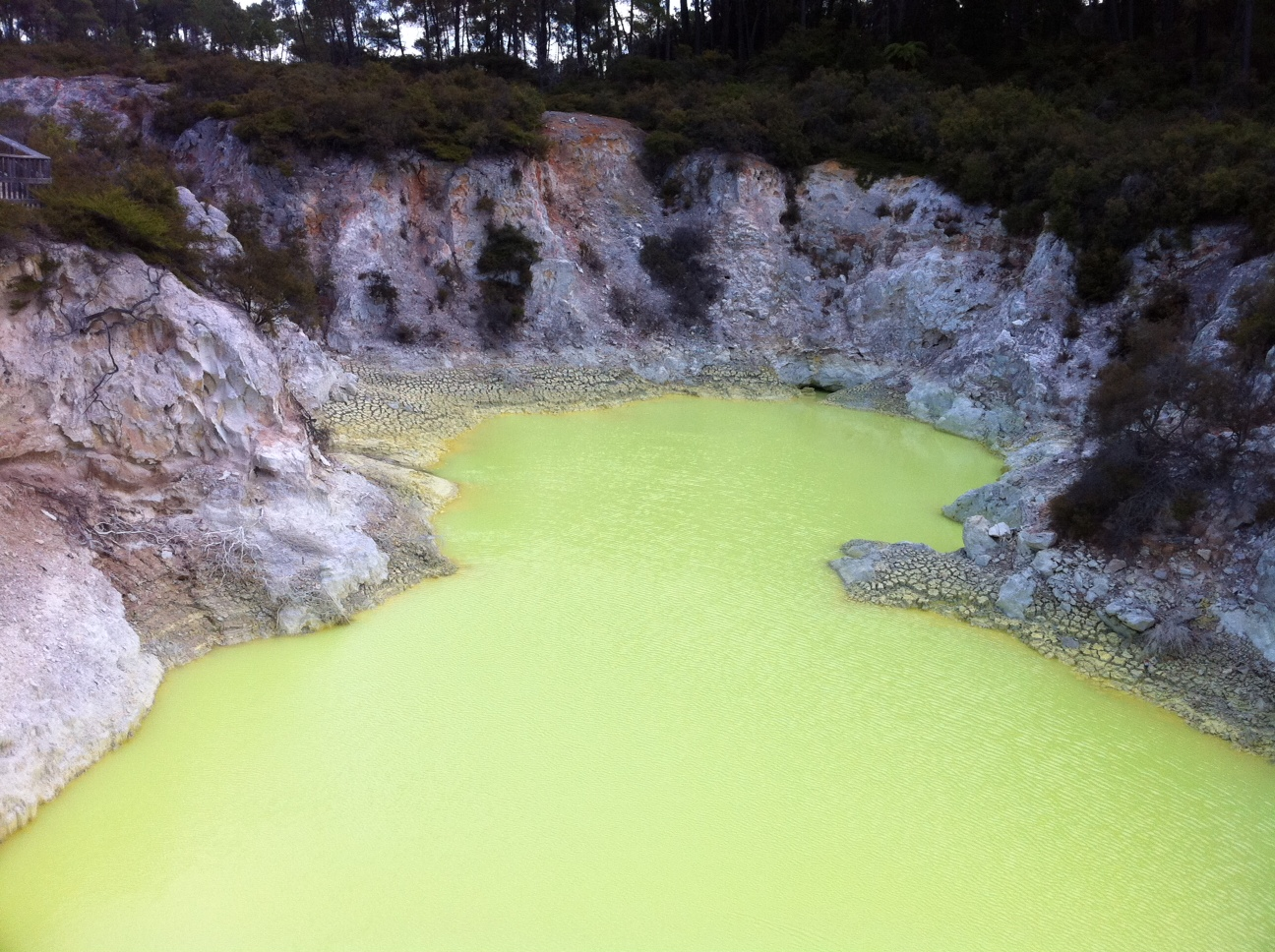
Étang jauni par le soufre